# Маршалл, Стив
Стивен Джон (Стив) Маршалл (англ. Stephen John (Steve) Marshall, 22 марта 1949) — австралийский хоккеист (хоккей на траве), полевой игрок. Серебряный призёр летних Олимпийских игр 1976 года.

## Биография
Стив Маршалл родился 22 марта 1949 года.
В 1976 году вошёл в состав сборной Австралии по хоккею на траве на летних Олимпийских играх в Монреале и завоевал серебряную медаль. В матчах не участвовал.